# Jaume Isern i Colomer
Jaume Isern i Colomer   (Mataró, 13 de desembre de 1798 - Mataró, 18 de juliol de 1880) va ser un músic, compositor i pedagog català.
Per bé que cec de naixement, va ser un nen prodigi de la música; als quatre anys començà a estudiar amb Fèlix Font, i als deu anys ja tocava el piano prodigiosament. Va ampliar la formació musical (orgue, harmonia i composició) amb Anton Diaz i el mestre de capella i organista Antoni Mitjans. El 1821 va ser autor d'un sistema d'anotació musical per a cecs; presentat pel seu cosí Antoni Puig i Blanch el 1827 a la Royal Society for the encouragement of Arts, Manufactures & Commerce de Londres, el sistema va ser distingit amb una medalla de plata, i l'any següent, el rei Ferran VII d'Espanya atorgà també una pensió vitalícia a Jaume Isern. Posteriorment, Isern va publicar el tractat Descripciones. Algunos instrumentos para enseñar a los ciegos las primeras letras y la escritura en notas de música (Barcelona: F. Oliva, 1837) i va ser elegit membre de la Reial Acadèmia de Ciències Naturals i Arts de Barcelona.
L'any 1830 rebé el nomenament d'organista interí de Santa Maria de Mataró, càrrec de què n'obtingué la titularitat en morir el seu predecessor, Baltasar Dorda el 1839, i que ocupà fins al seu traspàs, el 1880. Entre els seus deixebles tingué Manuel Blanch i Puig, Nicolau Guanyabens, Francesc Mas i Lluís Viada. El 1865 estrenà un nou orgue parroquial, construït per Gaietà Vilardebó, i que havia costejat de la seva butxaca.
Jaume Isern va ser una figura popular a Mataró, a banda de la faceta musical, i s'involucrà en diverses iniciatives de caràcter social. Membre molt actiu de l'Ateneu Mataronès, el 1865, quan n'era president, encapçalà la creació de la Biblioteca Popular de l'Ateneu. També impulsà una caixa d'estalvis a l'Ateneu, la Caixa d'Estalvis de Mataró (1863). Aquesta darrera (que al futur esdevingué Caixa Laietana), el feu president honorari, distinció que retingué fins a la seva mort el 1880.